# Adoxia gracilipes
Adoxia gracilipes es un coleóptero de la familia Chrysomelidae. Fue descrita científicamente por primera vez en 1917 por Broun.